# چاه‌بید (داراب)
چاه‌بید (داراب)، روستایی از توابع بخش مرکزی شهرستان داراب در استان فارس ایران است.

## جمعیت
این روستا در دهستان نصروان قرار دارد و براساس سرشماری مرکز آمار ایران در سال ۱۳۸۵، جمعیت آن ۱۵۶ نفر (۳۱خانوار) بوده‌است.